# Matthieu Bemba
Matthieu Yannick Bemba (ur. 4 marca 1988 w Paryżu) – gwadelupski piłkarz, grający na pozycji pomocnika, reprezentant kraju.

## Kariera
Grał w juniorach Le Blanc-Mesnil SF oraz CS Bretigny. Seniorską karierę rozpoczął w 2006 roku w rezerwach US Créteil-Lusitanos, ale nigdy nie zagrał w pierwszej drużynie. W sezonie 2007/2008 był piłkarzem klubu z Gwadelupy, AS Dragon. Następnie grał w cypryjskim Ermisie Aradipu, gdzie do 2011 roku rozegrał 70 spotkań. Sezon 2011/2012 spędził w FC Emmen, po czym zaliczył półroczne epizody w Ethnikosie Achna oraz UJA Maccabi Paris. W 2013 roku wrócił do Ermisu, natomiast w sezonie 2015/2016 był piłkarzem Nea Salamina Famagusta. W 2016 roku przeszedł na zasadzie wolnego transferu do Radomiaka Radom.
Ma także obywatelstwo francuskie. Rozegrał sześć spotkań w reprezentacji Gwadelupy, debiutując 22 października 2010 roku przeciwko Saint Kitts i Nevis.

## Statystyki

### Statystyki ligowe
| Sezon         | Klub                        | Liga                          | Mecze | Gole |
| ------------- | --------------------------- | ----------------------------- | ----- | ---- |
| 2006/2007     | US Créteil-Lusitanos        | Ligue 2                       | 0     | 0    |
| 2007/2008     | AS Dragon                   | Guadeloupe Division d'Honneur | ?     | ?    |
| 2008/2009     | Ermis Aradipu               | Protathlima B’ Kategorias     | 23    | 0    |
| 2009/2010     | Ermis Aradipu               | Protathlima A’ Kategorias     | 23    | 1    |
| 2010/2011     | Ermis Aradipu               | Protathlima A’ Kategorias     | 24    | 1    |
| 2011/2012     | FC Emmen                    | Eerste divisie                | 24    | 0    |
| 2012/2013 (j) | Ethnikos Achna              | Protathlima A’ Kategorias     | 8     | 0    |
| 2012/2013 (w) | UJA Maccabi Paris Métropole | Championnat de France Amateur | 11    | 1    |
| 2013/2014     | Ermis Aradipu               | Protathlima A’ Kategorias     | 33    | 1    |
| 2014/2015     | Ermis Aradipu               | Protathlima A’ Kategorias     | 12    | 0    |
| 2015/2016     | Nea Salamina Famagusta      | Protathlima A’ Kategorias     | 24    | 0    |

### Statystyki reprezentacyjne
| Lp. | Data       | Miasto         | Przeciwnik                | Gol | Wynik | Rozgrywki   |
| --- | ---------- | -------------- | ------------------------- | --- | ----- | ----------- |
| 1.  | 22.10.2010 | Saint George’s | Saint Kitts i Nevis       |     | 2:1   | el. PK 2010 |
| 2.  | 24.10.2010 | Saint George’s | Portoryko                 |     | 3:2   | el. PK 2010 |
| 3.  | 26.10.2010 | Saint George’s | Grenada                   |     | 3:0   | el. PK 2010 |
| 4.  | 8.10.2014  | Les Abymes     | Saint Vincent i Grenadyny |     | 3:1   | el. PK 2014 |
| 5.  | 10.10.2014 | Les Abymes     | Martynika                 |     | 1:2   | el. PK 2014 |
| 6.  | 12.10.2014 | Les Abymes     | Curaçao                   |     | 1:2   | el. PK 2014 |